# Hillikere, Koppa
Hillikere là một làng thuộc tehsil Koppa, huyện Chikmagalur, bang Karnataka, Ấn Độ.